# Ordine dell'Elefante Bianco
L'Ordine dell'Elefante Bianco (in thailandese เครื่องราชอิสริยาภรณ์อันเป็นที่เชิดชูยิ่งช้างเผือก) è un ordine statale del Regno di Thailandia.

## Storia
L'Ordine venne fondato il 5 dicembre 1861 dal re Rama IV del Siam per essere esclusivamente riservato ai capi di Stato stranieri in segno di benevolenza. Fu però poi suo figlio Rama V del Siam a stabilire l'ampliamento dell'ordine a tutti i gradi della società dal 1869, rimanendo ad ogni modo una concessione prevalentemente destinata a premiare gli stranieri che si siano distinti a favore del Siam prima e della Thailandia poi.
L'Ordine venne dedicato all'Elefante bianco in quanto esso è considerato un animale sacro nella cultura thailandese. In tempi più recenti, l'ordine è stato aperto alla concessione anche per le donne.

## Classi
L'Ordine dispone delle seguenti classi di benemerenza:
- Cavaliere di Gran Cordone (limitato a 8 membri)

in thailandese: มหาปรมาภรณ์ช้างเผือก (má-hăa bpon maa pon cháang-pèuak)
postnominale: ม.ป.ช.
- Cavaliere di Gran Croce (limitato a 23 membri)

in thailandese: ประถมาภรณ์ช้างเผือก (bprà-tà-măa-pon cháang-pèuak)
postnominale: ป.ช.
- Cavaliere Commendatore (limitato a 50 membri)

in thailandese: ทวีติยาภรณ์ช้างเผือก (tá-wee dtì yaa pon cháang-pèuak)
postnominale: ท.ช.
- Commendatore (limitato a 100 membri)

in thailandese: ตริตาภรณ์ช้างเผือก (dtrì dtaa pon cháang-pèuak)
postnominale: ต.ช.
- Compagno (limitato a 200 membri)

in thailandese: จัตุรถาภรณ์ช้างเผือก (jat-dtoo rá-tăa-pon cháang-pèuak)
postnominale: จ.ช.
- Membro

in thailandese: เบญจมาภรณ์ช้างเผือก (ben-jà maa pon cháang-pèuak)
postnominale: บ.ช.
- Medaglia d'Oro

in thailandese: เหรียญทองช้างเผือก (rĭan tong cháang-pèuak)
postnominale: ร.ท.ช.
- Medaglia d'Argento

in thailandese: เหรียญเงินช้างเผือก (rĭan ngern cháang-pèuak)
postnominale: ร.ง.ช.
| Nastri             | Nastri                 | Nastri                  | Nastri                    |
| ------------------ | ---------------------- | ----------------------- | ------------------------- |
| Medaglia d'Argento | Medaglia d'Oro         | Membro                  | Compagno                  |
| Commendatore       | Cavaliere Commendatore | Cavaliere di Gran Croce | Cavaliere di Gran Cordone |

## Insigniti notabili
- Mahathir Mohamad (1981)
- Gyanendra del Nepal
- Federico Ciccodicola
- Marie-Pierre Kœnig
- George Coedès
- Rebecco Valdemiro Catella
- Giuseppe Biondelli